# 莫雄索尔诺克
莫雄索尔诺克，是匈牙利杰尔-莫雄-肖普朗州所辖的一个村。总面积43.93平方公里，总人口1640，人口密度37.3人/平方公里（2011年1月1日）。